# Монкольно (Великопольське воєводство)
Монкольно (пол. Mąkolno) — село в Польщі, у гміні Сомпольно Конінського повіту Великопольського воєводства.
Населення — 600 осіб (2011).

## Демографія
Демографічна структура станом на 31 березня 2011 року:
|          | Загалом | Допрацездатний вік | Працездатний вік | Постпрацездатний вік |
| -------- | ------- | ------------------ | ---------------- | -------------------- |
| Чоловіки | 292     | 68                 | 207              | 17                   |
| Жінки    | 308     | 76                 | 176              | 56                   |
| Разом    | 600     | 144                | 383              | 73                   |